# Territorio de Nevada
El Territorio de Nevada fue un histórico territorio organizado de los Estados Unidos, desde el 2 de marzo de 1861 al 31 de octubre de 1864, cuando se convirtió en Nevada, el 36.º estado de la Unión. Antes de su designación como territorio, la región era la parte occidental del Territorio de Utah y se la conocía como Washoe, por el pueblo nativo washoe. A pesar de la abundancia de plata de Nevada, y la creciente población de mineros que vinieron para explotarla, Nevada no estaba lo suficientemente poblada como para garantizar la estructura de un estado, pero la necesidad de plata por parte de la Unión y la actitud generalmente antiesclavista de su gente obvió el problema demográfico y permitió su conversión en estado.
Nevada obtuvo la mayor parte de sus actuales fronteras en 1866, cuando las porciones Este del estado (por ejemplo el condado de Lincoln) y el extremo Sur fueron transferidas de los territorios de Utah y Arizona, respectivamente.
La posición exacta de la frontera California-Nevada, entre el lago Tahoe y la intersección del paralelo 35 con el río Colorado, estuvo en disputa y fue inspeccionada y medida varias veces durante el siglo XX. El Congreso transfirió algunas tierras al oeste del río Colorado, incluyendo el  condado de Pah-Ute, del Territorio de Arizona a Nevada el 5 de mayo de 1866. Este extremo del sur de Nevada se renombró como condado de Clark y actualmente contiene la ciudad de Las Vegas.
La capital territorial fue trasladada desde la capital provisional de Genoa a Carson City. James W. Nye sucedió a Isaac Roop, el primer gobernador territorial provisional, y se convirtió en el primer y único gobernador del Territorio de Nevada. El Secretario del Territorio fue Orion Clemens, hermano mayor de Samuel Clemens (Mark Twain).